# Orphanostigma latimarginalis
Orphanostigma latimarginalis is een vlinder uit de familie van de grasmotten (Crambidae), uit de onderfamilie van de Spilomelinae. De wetenschappelijke naam van deze soort is voor het eerst voorgesteld als Asopia latimarginalis door Francis Walker in een publicatie uit 1859.
De soort komt voor in Gambia, Equatoriaal Guinea, Congo-Kinshasa, Kenia, Tanzania, Mozambique, Madagaskar, India (Meghalaya), Sri Lanka, Bangladesh, Myanmar, Taiwan en Indonesië (Java).